# Unión de los Jóvenes Fascistas - Vanguardia

Partido Fascista de toda Rusia (logo)

La Unión de los Jóvenes Fascistas — Vanguardia (en ruso: Союз Юных Фашистов — Авангард, Soyuz Yunykh Fashistov — Avangard) fue una organización juvenil masculina del Partido Fascista Ruso. Fue fundado en 1934 en Harbin, y estaba formado por rusos de edad entre 10 y 16 años. 
Los objetivos de la Unión eran: 
- La preservación de la identidad nacional de los niños rusos
- La educación sistemática del espíritu nacional ruso
- Estricta obediencia a la Iglesia Ortodoxa Rusa y a las antiguas tradiciones rusas
- La organización actuaba como un grupo de producción de futuros miembros del Partido Fascista Ruso

La ideología y tácticas de la Unión estaban totalmente determinadas por miembros del Partido Fascista Ruso. La membresía era obtenida por recomendación de un miembro existente de la Vanguardia o por un miembro del Partido Fascista Ruso.
La Unión se dividía en dos grupos: Junior (10 a 13 años) y Senior (13 a 16 años). Cada grupo se dividía en dos categorías: Segundo Nivel (Jóvenes Fascistas) y Primer Nivel (Vanguardia).
Los oficiales al mando de la Unión eran el Líder Senior , el Comandante de Distrito Senior y el Comandante de División Senior.
La unidad estructural inferior en la Unión era el "Foco", un grupo de cinco personas. Varios de ellos que se encontraban geográficamente próximos formaban un Distrito, y junto a otros grupos y zonas suburbanas, formaban un Departamento. El jefe del grupo era aprobado por el líder del Partido Fascista Ruso.
A la cabeza de la Vanguardia de la Unión estaba el Jefe de la Vanguardia, aprobado por el líder del Partido Fascista Ruso. Los otros líderes eran elegidos por el Jefe de la Vanguardia. 
El uniforme de la Vanguardia era una camida negra con botones amarillos y charreteras azules, un bálteo, y pantalones negros producidos por la Unión. El sombrero oficial era un gorro negro en pico con ribete de color naranja y una "A" laureada como emblema.